# ケドニッツ
ケドニッツ (ドイツ語: Ködnitz) は、ドイツ連邦共和国バイエルン州クルムバッハ郡（オーバーフランケン行政管区）の町村（以下、本項では便宜上「町」と記述する）で、トレプガスト行政共同体の一員。

## 地理

### 自治体の構成
この町は、公式には21の地区 (Ort) からなる。このうち小集落や孤立農場などを除く集落を以下に列記する。
- エーバースバッハ
- フェルシュニッツ
- ハイナースロイト
- カウエルンドルフ
- ケドニッツ
- シュピッツアイヒェン
- テンナハ

## 歴史
現在ではケドニッツの一地区となっているカウエルンドルフは、シュタウフェン時代の直後、いわゆる大空位時代の1256年にすでに史料にその名が見えるが、ケドニッツについては、時代が下がったルクセンブルク時代の1398年に初めて文献に現れる。
1792年からプロイセン王国バイロイト侯領のアムトが置かれたケドニッツは、1807年のティルジットの和約によりフランス領となり、1810年にバイエルン王国領となった。1818年のバイエルン王国の行政改革に伴う自治体令で、自治体としてのケドニッツが成立し、1971年のバイエルン州の自治体再編時にそれまで独立した自治体であったフェルシュニッツとカウエルンドルフが合併した。

## 人口
この地区の人口は、1970年 1,486人、1987年 1,700人、2000年には1,748人であった。

## 行政
首長は、シュテファン・ヘッケル (CSU)
議会は、首長を含め、13議席から成る。

## 引用
1. ↑  https://www.statistikdaten.bayern.de/genesis/online?operation=result&code=12411-003r&leerzeilen=false&language=de Genesis-Online-Datenbank des Bayerischen Landesamtes für Statistik Tabelle 12411-003r Fortschreibung des Bevölkerungsstandes: Gemeinden, Stichtag (Einwohnerzahlen auf Grundlage des Zensus 2011)
2. ↑  Bayerische Landesbibliothek Online